# Valor de control de la clave
En criptografía un Valor de Control de Clave (en inglés: Key Checksum Value) o KCV se utiliza para verificar la integridad de una clave o validar la coincidencia de dos claves sin conocer sus valores reales. El valor de KCV se calcula encriptando un bloque de bytes, cada uno con el valor '00' o '01', y extrayendo los primeros 6 dígitos hexadecimales del resultado. Se utiliza en gestión de claves en diferentes dispositivos de cifrado, como tarjetas SIM y HSM (en inglés: Hardware Security Modules).
El procedimiento para calcular el valor de KCV depende del algoritmo criptográfico de la clave. Las especificaciones técnicas de GlobalPlatform y GSMA para DES y 3DES utilizan un bloque de 8 bytes con valor '00', pero para AES se utiliza un bloque de 16 bytes con valor '01'.

## Ejemplo
Por ejemplo, calculemos el valor de KCV para una clave Triple DES cuyo valor es 0123456789ABCDEFFEDCBA9876543210.
Primero debemos encriptar la cadena de ceros 00000000000000000000000000000000 con la clave Triple DES 0123456789ABCDEFFEDCBA9876543210. El resultado es 08D7B4FB629D088508D7B4FB629D0885.
Debemos tomar los primeros 6 dígitos hexadecimales, los cuales son el valor de KCV: 08D7B4
Esta operación se puede realizar utilizando herramientas en línea gratuitas como la Calculadora KCV o DES Calculator.
Recuerde que por seguridad nunca se recomienda ingresar una clave criptográfica real en una herramienta en línea.